# Metzo College
Het Metzo College is een school op christelijke grondslag voor voorbereidend middelbaar beroepsonderwijs (vmbo) in de Gelderse plaats Doetinchem. Het Metzo College is officieel de vmbo-locatie van het St.-Ludgercollege (zelfde zogenaamde BRIN-nummer). Er is echter voor gekozen om de scholen zelfstandig en gescheiden te laten functioneren.

## Gebouw
Het schoolgebouw is ontworpen door de Nederlandse architect Erick van Egeraat. Het gebouw won de Scholenbouwprijs 2006. De school werd op 11 januari 2007 geopend door de commissaris der Koningin in de provincie Gelderland, Clemens Cornielje.
Al kort na de opening rezen er problemen met de temperatuurregeling in het gebouw, waarschijnlijk ontstaan door de combinatie van schuine wanden en verkeerd glas.

## Afdelingen
Het Metzo College heeft de volgende afdelingen:
- Onderbouw
- Mavo beroepsgericht
- Economie
- Techniek
- Zorg en welzijn
- Consumptief
- ICT
- Uiterlijke Verzorging